# Люденевичский сельсовет
Люденевичский сельсовет — административная единица на территории Житковичского района Гомельской области Республики Беларусь. Административный центр — агрогородок Люденевичи.

## Состав
Люденевичский сельсовет включает 13 населённых пунктов:
- Березина — деревня
- Бронислав — деревня
- Вильча — деревня
- Вязов Лес — деревня
- Гряда — деревня
- Дедовка — деревня.
- Долгая Дуброва — деревня
- Загатье — деревня
- Загорбашье — деревня
- Калиновка — деревня
- Князь-Бор — деревня
- Люденевичи — агрогородок
- Селко — деревня

Упразднённые населенные пункты на территории сельсовета:
- Лагвощи — деревня
- Песчаники — деревня
- Подвостье — деревня